# تلفيف مغزلي
التلفيف المغزلي ويُعرف أيضًا باسم التلفيف الصدغي القذالي الوحشي، هو جزء من الفصين الصدغي والقذالي في باحة برودمان 37 [الإنجليزية]. يقع التلفيف المغزلي بين التلفيفين اللساني والمجاور للحصين في الأعلى، والتلفيف الصدغي السفلي في الأسفل. تعد وظيفة التلفيف المغزلي غير مفهومةٍ تمامًا، ولكنه رُبط بعدة سبل عصبية متعلقة بالإدراك. بالإضافة إلى ذلك، رُبط التلفيف بظواهر عصبية متنوعة مثل الحس المرافق وعسر القراءة وعمى تعرف الوجوه.

## علم التشريح
يعد التلفيف المغزلي تشريحيًا أكبر بنية تشريحية كبيرة في القشرة الصدغية البطنية، التي تتضمن بصورة رئيسية بنىً تشارك في الرؤية عالية المستوى. يشير مصطلح التلفيف المغزلي (حوية مغزلية الشكل) إلى حقيقة أن شكل التلفيف أعرض في مركزه من الطرفين. قام المصطلح على وصف إيميل هوشكه لهذا التلفيف عام 1854. يقع التلفيف المغزلي على السطح القاعدي للفصين الصدغي والقذالي ويتحدد بالثلم الجانبي والثلم الصدغي القذالي على التوالي. يفصل الثلم الصدغي القذالي التلفيف المغزلي عن التلفيف الصدغي السفلي (الذي يقع إلى الجهة الوحشية من الثلم المغزلي) ويفصل الثلم الجانبي التلفيف المغزلي عن التلفيف المجاور للحصين (الذي يقع إلى الجهة الإنسية من التلفيف المغزلي).
يمكن تقسيم التلفيف المغزلي إلى جزء وحشي وآخر إنسي، إذ يفصلهما في المنتصف الثلم وسط المغزلي الضحل نسبيًا. بالتالي، يتحدد التلفيف المغزلي الوحشي بواسطة الثلم الصدغي القذالي في الوحشي والثلم وسط المغزلي في الإنسي. يتحدد بالمثل التلفيف المغزلي الإنسي بواسطة الثلم وسط المغزلي في الوحشي والثلم الجانبي في الإنسي.
الأهم من ذلك، يعمل الثلم وسط المغزلي معلمًا تشريحيًا كبيرًا في باحة الوجه المغزلي، وهي منطقة فرعية وظيفية من التلفيف المغزلي يُعتقد أنها تلعب دورًا رئيسيًا في التعرف على الوجوه.

## لمحة تاريخية
يعد للتلفيف المغزلي تاريخ مثير للجدل توضح مؤخرًا. استُخدم المصطلح لأول مرة عام 1854 من قبل إيميل هوشكه [الإنجليزية] من ينا، ألمانيا، والذي أطلق على التلفيف المغزلي اسم «البصلة المغزلية» (الانتفاخ المغزلي). اختار هذا المصطلح بسبب التشابه الذ يحمله التلفيف الدماغي المذكور مع شكل المغزل أو اللولب، نظرًا لعرض قسمه المركزي. في البداية، حدد الباحثون موقع التلفيف المغزلي لدى الثدييات الأخرى أيضًا، دون أن يأخذوا بالحسبان الاختلافات في التنظيم الإجمالي لأدمغة الأنواع الأخرى. يعتبر وجود التلفيف المغزلي حاليًا محصورًا في بشرانيات وأشباهها. تدعم الأبحاث هذا الأمر إذ تظهر ثلاثة تلافيف صدغية فقط دون تلفيف مغزلي لدى قرود المكاك.
صيغ أول تعريف دقيق للثلم وسط المغزلي على يد غوستاف ريتزيوس [الإنجليزية] عام 1896. كان أول من وصف التلافيف المغزلية السهمية (الثلم وسط المغزلي حاليًا)، وحدد بدقة أن الثلم يقسم التلفيف المغزلي إلى جزء وحشي وآخر إنسي. ذكر دبليو جوليوس ميكل الثلم وسط المغزلي عام 1897 وحاول أن يوضح العلاقة بين الأثلام الصدغية والتلفيف المغزلي، وأطلق عليه اسم «الثلم داخل التلفيف للفص المغزلي».

## الوظيفة
ما تزال الوظيفة الدقيقة للتلفيف المغزلي محط خلاف، ولكن هناك إجماع على أنه يشارك في السبل التالية:

### معالجة معلومات اللون
في عام 2003، تعاون في إس راماشاندران مع علماء من معهد سولك للدراسات البيولوجية من أجل تحديد الدور المحتمل للتلفيف المغزلي في سبل المعالجة اللونية في الدماغ. دُرست العلاقة ضمن السبيل في حالات الحس المرافق على وجه الخصوص، ووجد راماشاندران أن حالات الحس المرافق تظهر وسطيًا كثافة ألياف أعلى في المنطقة المحيطة بالتلفيف الزاوي. يشارك التلفيف الزاوي في المعالجة العليا للألوان. تنقل الألياف معلومات الشكل من التلفيف المغزلي إلى التلفيف الزاوي بغرض تشكيل ترابط للألوان والأشكال في الحس المرافق ذو التوافق اللوني. لوحظ النشاط المتبادل بين التلفيفين الزاوي والمغزلي في الدماغ العادي، ما يعني أن التلفيف المغزلي يتواصل بانتظام مع السبيل البصري.

### إدراك الوجه والجسم
تعد أجزاء التلفيف المغزلي ضرورية للتعرف على الوجه والجسم.

### إدراك الكلمات
يُعتقد أن أجزاءً من النصف الأيسر للتلفيف المغزلي تُستخدم في إدراك الكلمات.

### التحديد ضمن الفئة
أظهرت المزيد من الأبحاث التي أجراها علماء من معهد ماساتشوستس للتكنولوجيا أنَّ التلفيفين المغزليين الأيمن والأيسر يلعبان أدوارًا مختلفة، وتترابط وظيفتاهما فيما بعد. يدرك التلفيف المغزلي الأيسر السمات «الشبيهة بالوجوه» في الأشياء التي قد تكون أو لا تكون وجوهًا فعلية، في حين يحدد التلفيف المغزلي الأيمن ما إذا كانت الملامح الشبيهة بالوجه وجهًا حقيقيًا أم لا.